# Église des Cinq-Saints-Martyrs de Smoljinac
L'église des Cinq-Saints-Martyrs de Smoljinac (en serbe cyrillique : Црква Светих Петозарних мученика у Смољинцу ; en serbe latin : Crkva Svetih Petozarnih mučenika u Smoljincu) est une église orthodoxe serbe située à Smoljinac, dans la municipalité de Malo Crniće et dans le district de Braničevo en Serbie. Elle est inscrite sur la liste des monuments culturels protégés de la république de Serbie (identifiant no SK 619).

## Présentation
L'église a été construite en 1847 sur les fondations d'un édifice religieux plus ancien. L'année de la construction, les donateurs, le constructeur et les peintres sont connus grâce à une inscription conservée sur le mur nord de la nef ; on sait ainsi que celui qui a bâti l'église est le constructeur Anastas Naumović d'Ohrid. L'édifice a été conçu dans un style néo-classique.
L'église est constituée d'une nef unique prolongée par une abside demi-circulaire à l'est et précédée par un narthex avec une galerie à l'ouest ; la nef est dotée de chapelles latérales rectangulaires peu profondes au niveau de la zone de l'autel ; la façade occidentale est dominée par un clocher massif. Les divisions horizontales et verticales sont rendues visibles sur les façades, notamment grâce à l'emploi de la polychromie, c'est-à-dire à l'usage de l'ocre et de la terracotta.
Comme en témoigne l'inscription de la nef, les fresques et les icônes de l'iconostase ont été peintes par Milija et Ivan Marković, des artistes de Požarevac. L'iconostase est de style classique avec une décoration en bois doré de style rococo. Les trente-trois icônes de l'iconostase, réparties en trois zones, ainsi que celles du trône de l'évêque et celles du trône de la Mère de Dieu ont été classées dès 1975. L'édifice abrite aussi de belles icônes mobiles, des livres et des objets liturgiques et du mobilier d'église.
Sur le parvis se trouvent quelques pierres tombales et des monuments funéraires en forme de croix remontant à la première moitié du XIXe siècle. Un monument a été érigé en l'honneur des soldats morts dans les guerres de libération de la Serbie entre 1912 et 1918 ; il est fait de marbre noir et prend la forme d'un obélisque au-dessus duquel se trouve un aigle à deux têtes.